# Patterson (Iowa)
Patterson es una ciudad ubicada en el condado de Madison en el estado estadounidense de Iowa. En el Censo de 2010 tenía una población de 130 habitantes y una densidad poblacional de 248,48 personas por km².

## Geografía
Patterson se encuentra ubicada en las coordenadas 41°20′54″N 93°52′50″O / 41.34833, -93.88056. Según la Oficina del Censo de los Estados Unidos, Patterson tiene una superficie total de 0.52 km², de la cual 0.52 km² corresponden a tierra firme y (0%) 0 km² es agua.

## Demografía
Según el censo de 2010, había 130 personas residiendo en Patterson. La densidad de población era de 248,48 hab./km². De los 130 habitantes, Patterson estaba compuesto por el 99.23% blancos, el 0% eran afroamericanos, el 0% eran amerindios, el 0% eran asiáticos, el 0.77% eran isleños del Pacífico, el 0% eran de otras razas y el 0% pertenecían a dos o más razas. Del total de la población el 0% eran hispanos o latinos de cualquier raza.